# ونشستر
ونشستر أو عُونُسْتَرة (بالإنجليزية: Winchester)‏، وكانت تدعى قديما وينتون أو وينتونشستر، هي مدينة كاتدرائية تاريخية وعاصمة سابقة لإنجلترا. وهي عاصمة مقاطعة هامبشاير، في جنوب شرق إنجلترا. تقع البلدة في قلب مدينة وينشستر التي تمتد على نطاق أوسع، وهي منطقة الحكومة المحلية، ويقع في الطرف الغربي من ساوث داونز، على طول مجرى نهر إيتشن. في تعداد العام 2001، بلغ عدد سكان وينشستر 41,420.
تطورت وينشستر من بلدة رومانية تدعى فينتا بيلغاروم، التي وضعت من مستوطنة من العصر الحديدي.

## المعالم الرئيسية
المعالم الرئيسية في وينشستر هي كاتدرائية وينشستر، واحدة من أكبر الكاتدرائيات في أوروبا، وبها أطول صحن كنيسة والطول الاجمالي لجميع الكاتدرائيات القوطية في أوروبا. المدينة أيضا هي موطن لجامعة وينشستر والمدرسة الشهيرة العامة، كلية وينشستر. وكان الاهتمام بآثار المدينة المعمارية والتاريخية، وصلاتها السريعة ببلدات ومدن أخرى، قد أوصلت وينشستر لتصبح واحدة من أكثر المناطق غالية الثمن والمرغوبة في البلاد. في بعض الأحيان فإن مواطني وينشستر يعرفون محليا باسم وينتونيين.
وتضم المدينة أيضاً متحف مدينة وينشستر الذي يضم معلومات عن تاريخ المدينة ونشأتها.

## توأمة
لونشستر اتفاقيات توأمة مع:
- غيسن

## أعلام
- رودني بورتر
- هنري الثالث ملك إنجلترا
- ألفريد العظيم
- إدغار، ملك إنجلترا
- جاين أوستن